# Molophilus (Molophilus) subfalcatus
Molophilus (Molophilus) subfalcatus is een tweevleugelige uit de familie steltmuggen (Limoniidae). De soort komt voor in het Neotropisch gebied.